# Tom Holland (actor)
|  | Aquest article tracta sobre l'actor. Vegeu-ne altres significats a «Tom Holland». |

Thomas Stanley Holland (Londres, 1 de juny de 1996) és un actor, doblador, ballarí i cantant anglès. És conegut pel seu paper com a Spider-Man a l'univers cinematogràfic de Marvel (MCU), on ha aparegut en cinc pel·lícules: Captain America: Civil War (2016), Spider-Man: Homecoming (2017), Avengers: Infinity War (2018), Avengers: Endgame (2019), Spider-Man: Far From Home (2019) i Spider-Man: No Way home (2021).
Holland havia interpretat el paper principal del musical Billy Elliot al West End de Londres l'any 2008. També va actuar a les pel·lícules The Impossible (2012), In the Heart of the Sea (2015) i The Lost City of Z (2016). El 2017 Holland va rebre el premi BAFTA a l'estrella emergent.

## Primers anys i educació
Thomas Stanley Holland va néixer l'1 de juny de 1996 a la ciutat de Kingston-upon-Thames, Anglaterra, fill de la fotògrafa Nicola i de Dominic Holland, comediant i autor. Té tres germans menors i la seva àvia paterna era de Tipperary, Irlanda.
Holland es va educar a Donhead, una escola catòlica preparatòria a Wimbledon, al sud-oest de Londres, i després al Wimbledon College, una escola jesuïta d'ajuda voluntària, fins al desembre de 2012. Va ser víctima d'assetjament escolar per ser ballarí. Després del Wimbledon College, va assistir a la BRIT School for Performing Arts and Technology de Croydon. Al final de la seva adolescència, durant una parada a la seva carrera, Holland va assistir breument a una escola de fusteria a Cardiff, Gal·les.

## Carrera

### 2006–2015: primers treballs i progrés
Holland va començar a ballar en una classe de hip hop a l'escola de dansa Nifty Feet de Wimbledon. Va ballar amb el grup de la seva escola al Festival de Dansa de Richmond de 2006, on s'hi va fixar la coreògrafa Lynne Page, associada a Peter Darling, coreògraf de Billy Elliot i Billy Elliot el Musical.
Després de vuit audicions i dos anys d'entrenament, el 28 de juny de 2008, Holland va debutar al West End al musical Billy Elliot com Michael Caffrey, el millor amic de Billy. Va fer la seva primera actuació en el paper principal el 8 de setembre de 2008, rebent crítiques positives. Holland va aprendre gimnàstica per primera vegada durant la seva actuació al musical.
El setembre de 2008, Holland (juntament amb el seu company de repartiment Tanner Pflueger) va concedir la seva primera entrevista en televisió, en el programa de notícies del canal FIVE. El 31 de gener següent, va participar en l'estrena del programa d'ITV1 The Feel Good Factor, durant el qual va interpretar una versió d'"Angry Dance" de Billy Elliot the Musical, juntament amb Pflueger i Layton Williams, dos actors més que interpretaven el paper principal, i va ser entrevistat per la presentadora Myleene Klass. Per a la final de The Feel Good Factor, el 28 de març de 2009, va entrenar cinc escolars britànics per a una rutina de ball.

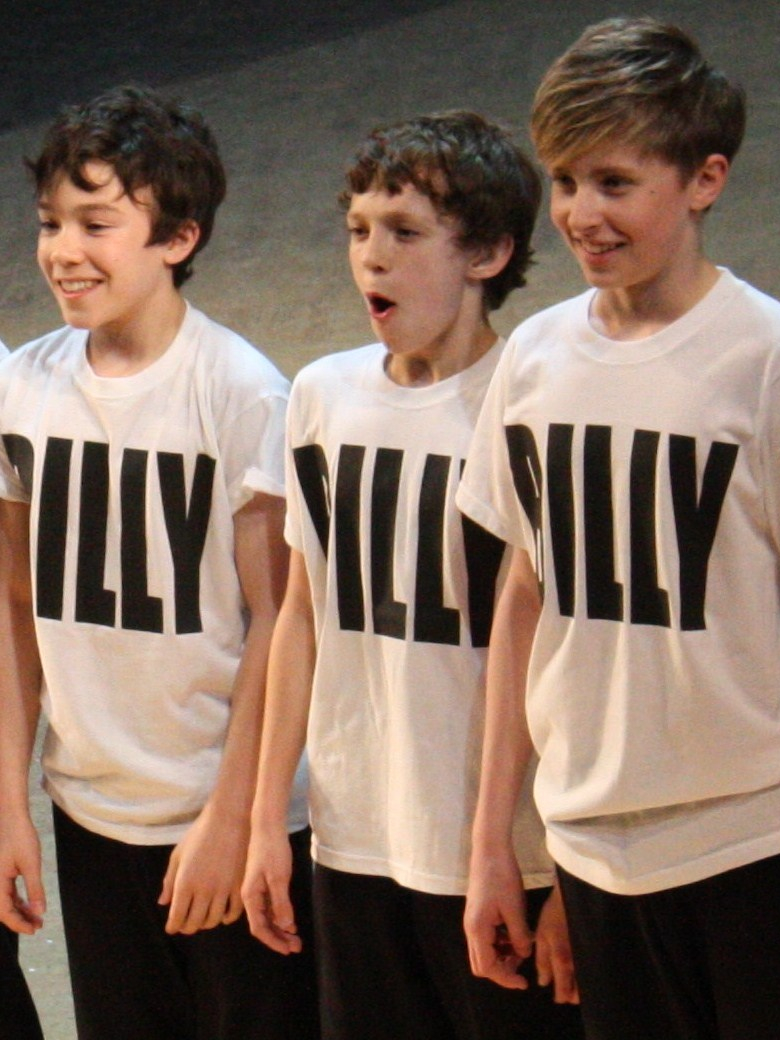
Holland (centre) actuant al cinquè aniversari de Billy Elliot the Musical al Victoria Palace Theatre el 2010

El 8 de març de 2010, amb motiu del cinquè aniversari de Billy Elliot el Musical, Holland i altres tres Billy Elliots actuals van ser convidats al número 10 de Downing Street per reunir-se amb el Primer Ministre Gordon Brown. Holland va ser elegit per protagonitzar l'espectacle del cinquè aniversari el 31 de març del 2010. Va trencar amb tres intèrprets més en el paper principal de Billy Elliot el Musical fins al 29 de maig de 2010.
El 2011, Holland va participar en el doblatge britànic de la pel·lícula de fantasia animada Arrietty, produïda pel Studio Ghibli japonès. Va posar veu al personatge principal, Sho. Holland va debutar en el cinema a Lo imposible (2012), dirigida per J.A. Baiona, amb Naomi Watts i Ewan McGregor. La pel·lícula es va estrenar al Festival Internacional de Cinema de Toronto el 9 de setembre de 2012 i va ser un èxit comercial i de crítica, recaptant 180,3 milions de dòlars a tot el món. Holland va rebre elogis generals de la crítica i va guanyar diversos premis, entre ells el National Board of Review Awards per Breakthrough Performance i el London Film Critics Circle Awards per Jove intèrpret britànic de l'any.
Va protagonitzar el paper d'Isaac a la pel·lícula de drama La meva vida d'ara, que es va estrenar al Regne Unit el 4 d'octubre del 2013, coprotagonitzada per Saoirse Ronan. Holland també va posar la seva veu en un paper secundari per a la pel·lícula de drama Locke (2013), protagonitzada per Tom Hardy, i va fer una breu aparició a Billy Elliot the Musical Live (2014) per celebrar el seu paper d'"antic Billy".
El 2015, Holland va aparèixer en quatre episodis de la minisèrie històrica de la BBC Two Wolf Hall, com Gregory Cromwell, fill del protagonista Thomas Cromwell interpretat per Mark Rylance. També va coprotagonitzar el paper de Thomas Nickerson a la pel·lícula Al cor del mar (2015), dirigida per Ron Howard.

### 2016–present: Spider-Man a l'Univers Cinematogràfic Marvel i fama mundial
El 23 de juny de 2015, es va anunciar que Holland havia estat elegit per interpretar a Peter Parker/Spider-Man adolescent, i la seva "vida va fer un tomb", com va tuitejar més tard, com a part d'un acord de sis pel·lícules amb Marvel Studios. Com a part de l'Univers Cinematogràfic de Marvel (MCU), va aparèixer per primera vegada com a Spider-Man a Capità Amèrica: Civil War (2016). La pel·lícula va ser un gran èxit comercial i de crítica, recaptant més de 1.100 milions de dòlars en tot el món, convertint-se en la pel·lícula més taquillera de 2016, i Holland va rebre elogis de la crítica.

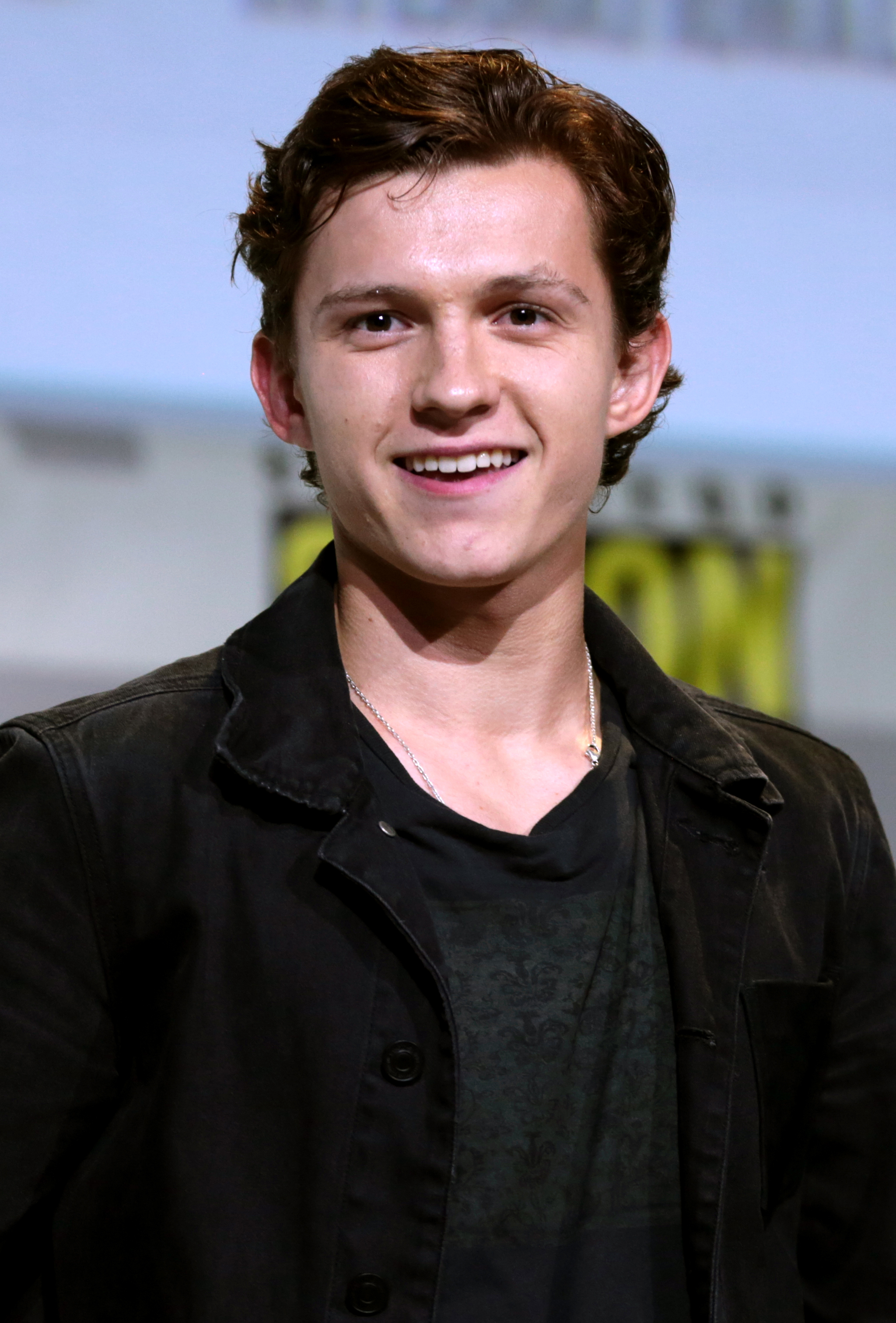
Holland a la San Diego Comic Con 2016

El 2016, va interpretar Bradley Baker a la pel·lícula Edge of Winter, en què va compartir protagonisme amb Joel Kinnaman i Percy Hynes White. El 2017, Holland va coprotagonitzar al costat de Charlie Hunnam la pel·lícula de drama The Lost City of Z, dirigida per James Gray, i estrenada l'abril, amb una acollida positiva per part de la crítica. Holland també va actuar com a suplent al plató del personatge del monstre, ja que es reuniria amb el director JA Bayona a la pel·lícula Un monstre em ve a veure (2016). L'actor Liam Neeson va posar la veu al personatge, mentre que Holland va rebre un agraïment especial.
El 2017, Holland, de 20 anys, va guanyar el premi BAFTA al millor actor revelació en la 70a edició dels premis de cinema de l'Acadèmia Britànica, convertint-se en el segon guanyador més jove del premi, després de l'actriu britànica Bukky Bakray, que el va guanyar amb 19 anys.
Posteriorment va coprotagonitzar al costat de Richard Armitage i Jon Bernthal la pel·lícula Pilgrimage. La pel·lícula es va estrenar el 23 d'abril de 2017 al Festival de Cinema de Tribeca, a les seves seccions "Viewpoint". També aquell any, Holland va interpretar Samuel Insull al costat del coprotagonista d'Avengers, Benedict Cumberbatch, a The current war, d'Alfonso Gómez-Rejón, que es va estrenar al Festival Internacional de Cinema de Toronto. Les primeres crítiques de The current war van ser diverses, però l'actuació de Holland va rebre elogis. El maig de 2017, Holland va aparèixer amb Zendaya en el programa Lip Sync Battle de Paramount Network, durant el qual va interpretar un nombre de ball al ritme d'"Umbrella" de Rihanna.
El juliol de 2017 es va estrenar Spider-Man: Homecoming, en què Holland va reprendre el seu paper a Captain America: Civil War. Homecoming va rebre crítiques positives i Holland va rebre considerables elogis, i la seva actuació va ser qualificada com "una actuació estel·lar d'un actor nat". La pel·lícula va recaptar més de 800 milions de dòlars a tot el món. Per aquesta actuació va entrar al Llibre Guinness dels Rècords com l'actor més jove en interpretar un paper principal al MCU.

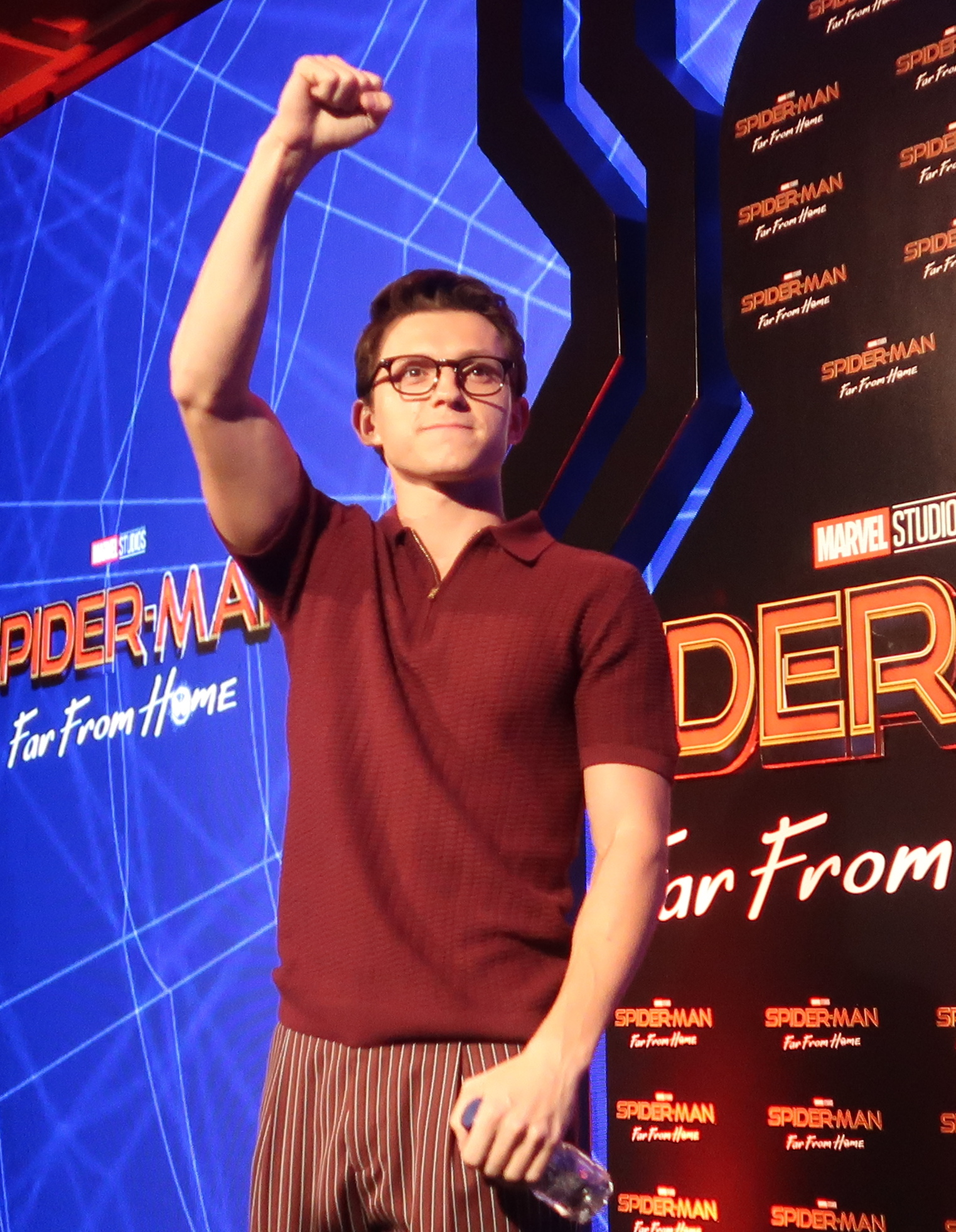
Holand en un esdeveniment del 2019 per a Spider-Man: Far From Home a Bali, Indonèsia

Holland va tornar a interpretar Spiderman a Avengers: Infinity War, estrenada el 27 d'abril de 2018, i després en la continuació d'aquesta pel·lícula, Avengers: Endgame, estrenada el 26 d'abril de 2019. Va començar a rodar la seqüela Spider-Man: Far From Home el juliol del 2018, i la producció va finalitzar l'octubre. La pel·lícula es va estrenar a tot el món el 2 de juliol de 2019. El tràiler es va mostrar per primera vegada en l'esdeveniment de Sony a la CCXP del Brasil el 8 de desembre de 2018, amb la presència de Holland i Jake Gyllenhaal, que interpreta Mysterio, per promocionar la pel·lícula.
A continuació, Holland va coprotagonitzar juntament amb Will Smith la pel·lícula d'animació de Blue Sky Studios Espies disfressats, posant veu als protagonistes de la pel·lícula, que es va estrenar el desembre de 2019. El 2020, Holland va posar veu a Jip, un gos, a la pel·lícula d'acció real Dolittle, al costat del seu coprotagonista del MCU Robert Downey Jr. A continuació, va tenir el paper de veu principal d'Ian Lightfoot, un elf, al costat del seu coprotagonista dels Venjadors Chris Pratt, a la pel·lícula d'animació de Pixar Onward. Holland va protagonitzar a continuació The Devil All the Time, un thriller psicològic ambientat després de la Segona Guerra Mundial, juntament amb el seu coprotagonista dels Venjadors Sebastian Stan. La pel·lícula, estrenada el setembre de 2020, va ser dirigida per Antonio Campos i produïda per Gyllenhaal.
Holland encapçala Chaos Walking interpretant Todd Hewitt, una adaptació de la reeixida sèrie de ciència-ficció de Patrick Ness del mateix nom al costat de Daisy Ridley. La pel·lícula va ser dirigida per Doug Liman i distribuïda per Lionsgate. Després d'unes males projeccions de prova, va tornar per als nous rodatges, i la pel·lícula es va estrenar el 5 de març de 2021. El març de 2019, es va confirmar que Holland era el protagonista de Cherry, basada en la novel·la del mateix nom, tornant a formar equip amb els seus directors dels Vengadores, els germans Russo. Cherry es va estrenar a cinemes el 26 de febrer de 2021 i en format digital a Apple TV+ el 12 de març de 2021.
El novembre de 2021, Holland va posar veu a Percy Pig a l'anunci nadalenc de Marks & Spencer's Food. El desembre de 2021, es va estrenar Spider-Man: No Way Home, la tercera pel·lícula de Spider-Man del MCU i una pel·lícula en què els seus predecessors de Spider-Man, Tobey Maguire i Andrew Garfield, també van protagonitzar les seves iteracions del personatge al seu costat.

## Vida privada
Des del 2021 està vinculat sentimentalment amb l'actriu Zendaya, a qui va conèixer al plató de Spider-Man: Homecoming.

## Filmografia

### Pel·lícules
| Any  | Títol                                  | Paper                         | Notes                       | Ref.   |
| ---- | -------------------------------------- | ----------------------------- | --------------------------- | ------ |
| 2010 | Arrietty i el món dels remenuts        | Shō (veu)                     | Doblatge en anglès britànic |        |
| 2012 | The Impossible                         | Lucas Bennett                 |                             | [ 53 ] |
| 2013 | La meva vida d'ara                     | Isaac                         |                             | [ 54 ] |
| 2013 | Moments                                | Nen                           | Curtmetratge                |        |
| 2013 | Locke                                  | Eddie (veu)                   |                             | [ 55 ] |
| 2014 | Billy Elliot the Musical Live          | Billy (jove)                  | Cameo                       |        |
| 2015 | Al cor del mar                         | Thomas Nickerson              |                             | [ 56 ] |
| 2015 | Tweet                                  | Ell mateix                    | Curtmetratge                |        |
| 2016 | Captain America: Civil War             | Peter Parker / Spider-Man     |                             | [ 57 ] |
| 2016 | Edge of Winter                         | Bradley Baker                 |                             | [ 58 ] |
| 2016 | The Lost City of Z                     | Jack Fawcett                  |                             | [ 59 ] |
| 2017 | El guardià de la relíquia (Pilgrimage) | The Novice / Brother Diarmuid |                             | [ 60 ] |
| 2017 | Spider-Man: Homecoming                 | Peter Parker / Spider-Man     |                             | [ 61 ] |
| 2017 | The Current War                        | Samuel Insull                 |                             | [ 62 ] |
| 2018 | Avengers: Infinity War                 | Peter Parker / Spider-Man     |                             | [ 63 ] |
| 2019 | Avengers: Endgame                      | Peter Parker / Spider-Man     |                             | [ 64 ] |
| 2019 | Spider-Man: Far From Home              | Peter Parker / Spider-Man     |                             | [ 65 ] |
| 2019 | Espies disfressats                     | Walter Beckett (veu)          |                             | [ 66 ] |
| 2020 | Dolittle                               | Jip (veu)                     |                             | [ 67 ] |
| 2020 | Onward                                 | Ian Lightfoot (veu)           |                             | [ 68 ] |
| 2020 | The Devil All the Time                 | Arvin Russell                 |                             | [ 69 ] |
| 2021 | Cherry                                 | Nico Walker                   |                             | [ 70 ] |
| 2021 | Chaos Walking                          | Todd Hewitt                   |                             | [ 71 ] |
| 2021 | Spider-Man: No Way home                | Peter Parker / Spider-Man     |                             | [ 72 ] |
| 2022 | Uncharted                              | Nathan Drake                  | També productor executiu    | [ 73 ] |

### Televisió
| Any  | Títol            | Paper                | Notes                                      | Ref.   |
| ---- | ---------------- | -------------------- | ------------------------------------------ | ------ |
| 2015 | Wolf Hall        | Gregory Cromwell     | Minisèrie (6 episodis)                     | [ 74 ] |
| 2017 | Lip Sync Battle  | Ell mateix / Rihanna | Episodi: «Tom Holland vs. Zendaya Coleman» | [ 75 ] |
|      | The crowded room | Danny Sullivan       | Sense data d'estrena anunciada             | [ 77 ] |

## Premis i nominacions
| Any  | Premi                                                | Categoria                                                                                           | Pel·lícula                                    | Resultat  | Ref.   |
| ---- | ---------------------------------------------------- | --------------------------------------------------------------------------------------------------- | --------------------------------------------- | --------- | ------ |
| 2012 | Premis Hollywood Film                                | Spotlight Award                                                                                     | Lo Imposible                                  | Guanyador |        |
| 2012 | Premis Washington D.C. Area Film Critics Association | Millor actuació d'un actor jove                                                                     | Lo Imposible                                  | Nominat   |        |
| 2012 | St. Louis Film Critics Association                   | Mèrit especial (compartit amb: Naomi Watts, Ewan McGregor, Samuel Joslin, Oaklee Pendergast)        | Lo Imposible                                  | Guanyador |        |
| 2012 | Premis Chicago Film Critics Association              | Interpret més prometedor                                                                            | Lo Imposible                                  | Nominat   | [ 78 ] |
| 2012 | Premis Phoenix Film Critics Society                  | Millor actor jove principal o secundari                                                             | Lo Imposible                                  | Guanyador |        |
| 2012 | Nevada Film Critics Society                          | Millor actuació d'un actor jove                                                                     | Lo Imposible                                  | Guanyador |        |
| 2013 | Central Ohio Film Critics Association                | "Breakthrough Film Artist"                                                                          | Lo Imposible                                  | Nominat   |        |
| 2013 | National Board of Review                             | "Breakthrough Performance - Male"                                                                   | Lo Imposible                                  | Guanyador |        |
| 2013 | Premis de la Crítica Cinematogràfica                 | Millor actor / actriu jove                                                                          | Lo Imposible                                  | Nominat   |        |
| 2013 | Premis London Film Critics' Circle                   | Acotr jove britànic de l'any                                                                        | Lo Imposible                                  | Guanyador |        |
| 2013 | Online Film & Television Association                 | Millor actuació d'un actor jove                                                                     | Lo Imposible                                  | Guanyador |        |
| 2013 | Online Film & Television Association                 | Millor actuació d'un actor jove                                                                     | Lo Imposible                                  | Nominat   |        |
| 2013 | Online Film & Television Association                 | Most Cinematic Moment (compartit amb: Naomi Watts, Ewan McGregor, Samuel Joslin, Oaklee Pendergast) | Lo Imposible                                  | Nominat   |        |
| 2013 | Premis Cinema Writers Circle                         | Millor actor nou                                                                                    | Lo Imposible                                  | Nominat   |        |
| 2013 | Premis Goya                                          | Millor actor revelació                                                                              | Lo Imposible                                  | Nominat   |        |
| 2013 | Premis Gold Derby                                    | "Best Breakthrough Performer"                                                                       | Lo Imposible                                  | Nominat   |        |
| 2013 | Premis Empire                                        | Millor actor nou                                                                                    | Lo Imposible                                  | Guanyador |        |
| 2013 | Premis Young Artist                                  | Millor actor jove                                                                                   | Lo Imposible                                  | Guanyador |        |
| 2013 | Premis Saturn                                        | Millor actuació d'un actor jove                                                                     | Lo Imposible                                  | Nominat   |        |
| 2014 | Premis CinEuphoria                                   | Millor actor - Competició internacional                                                             | Lo Imposible                                  | Nominat   |        |
| 2016 | Premis Young Artist                                  | Millor actor jove de repartiment (14-21 anys)                                                       | In the Heart of the Sea                       | Nominat   |        |
| 2016 | Premis Golden Schmoes                                | "Breakthrough Performance of the Year"                                                              | Captain America: Civil War                    | Guanyador |        |
| 2016 | Premis Teen Choice                                   | Roba escenes                                                                                        | Captain America: Civil War                    | Nominat   |        |
| 2017 | Premis Empire                                        | Millor actor nou                                                                                    | Captain America: Civil War                    | Nominat   |        |
| 2017 | Premis Saturn                                        | Millor actuació d'un actor jove                                                                     | Captain America: Civil War                    | Guanyador |        |
| 2017 | Premis British Academy Film (BAFTA)                  | Estrella emergent                                                                                   | Ell mateix                                    | Guanyador |        |
| 2017 | London Film Critics' Circle Awards                   | Millor actor de l'any jove britànic/irlandès                                                        | The Lost City of Z / Spider-Man: Homecoming   | Nominat   |        |
| 2017 | Premis Teen Choice                                   | Millor actor revelació                                                                              | Spider-Man: Homecoming                        | Nominat   |        |
| 2017 | Premis Teen Choice                                   | Millor actor de l'estiu                                                                             | Spider-Man: Homecoming                        | Guanyador |        |
| 2018 | Premis Saturn                                        | Millor actuació per un actor jove                                                                   | Spider-Man: Homecoming                        | Guanyador |        |
| 2018 | Premis Teen Choice                                   | Millor actor de cine d'acció                                                                        | Avengers: Infinity War                        | Nominat   |        |
| 2019 | Premis Saturn                                        | Millor actuació per un actor jove                                                                   | Spider-Man: Far From Home                     | Guanyador |        |
| 2019 | Premis Teen Choice                                   | Millor actor de l'estiu                                                                             | Spider-Man: Far From Home                     | Guanyador | [ 79 ] |
| 2020 | Premis Kids' Choice                                  | Superheroi preferit (Peter Parker/Spider-Man)                                                       | Avengers: Endgame / Spider-Man: Far From Home | Guanyador | [ 80 ] |
| 2021 | Premis Critics' Choice Super                         | Millor actor de veu en una pel·lícula animada                                                       | Onward                                        | Nominat   | [ 81 ] |
| 2021 | Premis Annie                                         | Millor actuacó de veu                                                                               | Onward                                        | Nominat   | [ 82 ] |